# David Stern
David Joel Stern (ur. 22 września 1942 w Nowym Jorku, zm. 1 stycznia 2020 tamże) – amerykański prawnik pochodzenia żydowskiego. W latach 1984–2014 komisarz ligi National Basketball Association.
W 1960 roku ukończył Rutgers University, a 1966 Columbia Law School. Zaraz po rozpoczęciu kariery zawodowej związał się z ligą NBA, pracując początkowo dla firmy prawniczej reprezentującej NBA. W latach 1978–1980 pełnił funkcję Generalnego Radcy w NBA, a od 1980 do 1984 wiceprezydenta wykonawczego. W 1984 roku został wybrany czwartym w historii ligi komisarzem.
Stern rozpoczął pracę komisarza, gdy przez draft 1984 do NBA trafiali Michael Jordan, Hakeem Olajuwon, Charles Barkley i John Stockton. Zapoczątkował wyjście rozgrywek poza rynek amerykański oraz uważany jest za sprawcę największego rozwoju ligi. Pod jego dyrekcją NBA osiągnęła wielki wyż finansowy, a gracze w niej występujący stali się najlepiej zarabiającymi sportowcami świata.
Pod kierunkiem Sterna NBA po raz pierwszy przyjęła także do swego grona drużyny spoza USA. Nieprzerwanie od 1995 roku w lidze występuje kanadyjski zespół Toronto Raptors, który w sezonie 2018/19 sięgnął nawet po mistrzostwo NBA.
W sierpniu 2016 roku został wybrany do Galerii Sław FIBA.

## National Basketball Association pod rządami Sterna
- Przenosiny do innego miasta sześciu drużyn (Clippers, Kings, Grizzlies, Nets, Hornets i Sonics[14])
- Dołączenie siedmiu nowych zespołów (Hornets, Timberwolves, Heat, Magic, Grizzlies, Raptors, i Bobcats[15])
- Ratyfikacja ustawy Dress Code[16]
- Zmiana nazwy trofeum przyznawanego mistrzowi NBA z NBA Finals Trophy na Larry O’Brien NBA Championship Trophy[17]
- Zmiana nazwy trofeum przyznawanego najbardziej wartościowemu zawodnikowi finałów NBA z NBA Finals MVP Trophy na Bill Russell NBA Finals Most Valuable Player Award[18]
- Cztery lokauty NBA (1995, 1996, 1998–99, i 2011[19])